# تفجير كنيسة مار إلياس
تفجير كنيسة مار إلياس هو هجوم انتحاري وقع في 22 حزيران 2025، استهدف كنيسة مار إلياس الواقعة في حي دويلعة في مدينة دمشق في أثناء خدمة القداس، أدى إلى مقتل 25 مصلٍ وإصابة قرابة 60 آخرين، وتسبب في أضرار مادية كبيرة داخل الكنيسة والمباني المحيطة بها وعن النظر بان تهم تشير الى داعش الا انه لم يعلنه تبنيه العملية

## خلفية
تتبع كنيسة القديس إلياس الحي لطائفة الروم الأرثوذكس، وتقع في حي دويلعة في العاصمة السورية دمشق.
حصل التفجير خلال خدمة القداس الإلهي المسائي الذي أقيم يوم الأحد في 22 من يونيو 2025.

## تفاصيل الحدث
حصل التفجير بحزام ناسف داخل كنيسة القديس إلياس خلال خدمة القداس الإلهي، وذلك في تمام الساعة 19:20 من يوم الأحد 22 حزيران 2025، وفقًا للإخبارية السورية التي نشرت موضوعًا وأفاد مراسل القناة بتفجير لانتحاري نفسه داخل الكنيسة، وتابعت مصادر أخرى، بوجود شخصين متورطين بالهجوم أحدهما من فجّر نفسه. وفرض قوى الأمن الداخلي طوقًا أمنيًا حول المنطقة.
بحسب وزارة الصحة السورية فقد أسفر الهجوم عن مقتل 25 من المدنيين، بينهم أطفال، بالإضافة إلى إصابة 63 آخرين. كما تسبب التفجير في دمار جزئي في الكنيسة.

## المنفذون
أكّدت وزارة الخارجية السورية، استنادًا إلى التحقيقات الأولية، أن الهجوم على كنيسة مار إلياس في حي الدويلعة بدمشق نفذه انتحاري تابع لتنظيم تنظيم الدولة الإسلامية. واعتبرت السلطات أن هذا الهجوم الإرهابي جاء ردًا من بقايا التنظيم على النجاحات التي تحقّقها الدولة في مواجهة الجماعات المتطرفة، كما حمّلت الحكومة السورية الجهات الداعمة لتنظيم الدولة المسؤولية المباشرة عن هذا العمل الإجرامي، مطالبةً المجتمع الدولي بتحمل مسؤولياته في مكافحة الإرهاب.
لاحقًا صرح مسؤول أمني سوري بأن فلول النظام البائد تقف وراء التفجير ونقلت صحيفة الاستقلال منشورات سوريين في مواقع التواصل الاجتماعي تقول فيه بأن إيران و قسد تقفان وراء التفجير كونهما ضد الحكومة السورية الانتقالية و حليفين للنظام السابق
في اليوم التالي من التفجير، كشف وزير الداخلية أنس خطاب في سلسلة تغريدات على حسابه في منشور على منصة إكس، تفاصيل عملية أمنية محكمة تستهدف الخلية المنفذة للتفجير قامت بها وزارة الداخلية في أعقاب الهجوم الإجرامي الذي استهدف كنيسة مار الياس بحي الدويلعة في دمشق. تم خلال هذه العملية إلقاء القبض على متزعم الخلية وخمسة من أعضائها، إلى جانب مقتل اثنين، أحدهما المسؤول عن إدخال الانتحاري إلى الكنيسة، والآخر كان بصدد تنفيذ عملية تفجيرية في أحد أحياء العاصمة.
تبنى تنظيم سرايا أنصار السنة العملية عبر منشور على قناته في تلغرام، وزعمَ أن منفذ الهجوم يدعى «محمد زين العابدين أبو عثمان».

## ردود الفعل الرسمية والدولية

#### المحلية
- الرئيس السوري السيد أحمد الشرع: «نتقدم بأحر التعازي وأصدق المواساة إلى أسر من قضوا بالتفجير الإجرامي الذي أصاب جميع الشعب السوري، ونتمنى الشفاء العاجل للجرحى.
 إن هذه الجريمة البشعة التي استهدفت الأبرياء الآمنين في دور عبادتهم تذكرنا بأهمية التكاتف والوحدة - حكومة وشعبًا -  في مواجهة كل ما يهدد أمننا واستقرار وطننا.»[12][13]
- قدّم وزير الداخلية أنس خطاب، التعازي لذوي الشهداء الذين سقطوا في التفجير الانتحاري الذي استهدف الكنيسة، مؤكداً أن الفرق المختصة في الوزارة باشرت التحقيقات لكشف ملابسات الجريمة.[14]
- أعرب وزير الخارجية والمغتربين أسعد الشيباني عن إدانته الشديدة للهجوم، مؤكداً أن "هذه الجريمة لن تنال من وحدة شعبنا وإرادته"، كما تقدم بالتعازي لذوي الضحايا، وتمنى الشفاء العاجل للمصابين.[15]
- أكد وزير الصحة الدكتور مصعب العلي، رفع الجاهزية الكاملة في المستشفيات ومنظومة الإسعاف وبنك الدم، مشيراً إلى متابعة أوضاع الجرحى شخصياً وتقديم الرعاية العاجلة لهم، معبّراً عن تضامنه الكامل مع أُسر الضحايا.[15]

#### الدولية:
- السعودية: أعربت وزارة الخارجية عن إدانة المملكة العربية السعودية للهجوم الإرهابي الذي وقع بكنيسة في منطقة الدوبلعة في دمشق، وأسفر عند مقتل العشرات وإصابة آخربن.[16]
- الإمارات العربية المتحدة: أدانت دولة الإمارات بشدة التفجير الإرهابي الذي وقع في كنيسة مار إلياس في ريف دمشق، وأسفر عن مقتل وإصابة عدد من الأشخاص الأبرياء.
- الأردن: أدانت وزارة الخارجية وشؤون المغتربين بأشدّ العبارات، الهجوم الإرهابي الذي استهدف كنيسة مار إلياس في العاصمة دمشق في الجمهورية العربية السورية، ما أسفر عن ارتقاء وإصابة العشرات.[17]
- مصر: أدانت وزارة الخارجية المصرية الهجوم وقدمت تعازيها الصادقة لأسر الضحايا، متمنية الشفاء العاجل للمصابين.[18][19]
- تركيا: أدان الرئيس التركي رجب طيب أردوغان بأشد العبارات الهجومَ الإرهابي الذي استهدف كنيسة مار الياس للروم الأرثوذكس في حي الدويلعة بدمشق، وعبّر عن تضامنه الكامل مع الشعب والحكومة في مواجهة هذا العمل الإجرامي.[20]
- الولايات المتحدة: أعرب توم باراك المبعوث الأمريكي لسوريا عن خالص التعازي لضحايا الهجوم الإرهابي الذي وقع اليوم 22 حزيران في كنيسة مار الياس بالدويلعة. وأكد "مواصلة الولايات المتحدة الأمريكية دعم الحكومة السورية في كفاحها ضد من يسعون إلى زرع عدم الاستقرار والخوف في بلدهم والمنطقة الأوسع.[21]
- فرنسا: وقال المتحدث باسم وزارة الخارجية الفرنسية كريستوف لوموان إن فرنسا تدين الهجوم واكد التزام بلاده بدعم عملية انتقالية في سوريا تتيح للسوريين العيش بسلام وأمن في بلدٍ حر وتعددي.[22][23]
- ألمانيا: أدانت السفارة الألمانية بدمشق بأشد العبارات الهجوم النتحاري الذي استهدف كنيسة مار إلياس في دمشق. وقالت السفارة: "ندين بأشد العبارات الهجوم الإرهابي على كنيسة مار إلياس في دمشق، دعواتنا وتعاطفنا مع الضحايا وعائلاتهم ومجتمعهم."[22]
- المملكة المتحدة: أعلنت الممثلة الخاصة للحكومة البريطانية في سوريا، آن سنو، عن إدانة بلادها للتفجير، وقالت: "قلبي مع جميع المتضررين، وسنواصل العمل معًا من أجل مستقبل أفضل يستحقه جميع السوريين."[22]

#### المنظمات:
- الأمم المتحدة: أدان المبعوث الخاص للأمم المتحدة إلى سوريا، غير بيدرسون، بأشد العبارات الهجوم الانتحاري الذي استهدف كنيسة مار إلياس في حي الدويلعة بدمشق.[22]
- جامعة الدول العربية: أدان الأمين العام لجامعة الدول العربية أحمد أبو الغيط بشدة التفجير الإرهابي غير المسبوق الذي استهدف كنيسة مار إلياس بدمشق، معربًا عن تعازيه لأسر الضحايا والمصابين ومواساته للحكومة والشعب السوري.[24]